# Annie Marie Watkins Garraway
Annie Marie Watkins Garraway (* 1940 in Parsons, Kansas) ist eine US-amerikanische Mathematikerin und Philanthropin. Sie war in den Bereichen Telekommunikation und elektronische Datenübertragung tätig.

## Leben und Werk
Garraway war die älteste Tochter des Lehrerehepaars Lillian Bernice Varnado (1917–2013) und Levi Watkins (1911–1994). Sie besuchte die Booker T. Washington High School und schrieb sich dann am SA Owen Junior College ein, das ihr Vater gegründet hatte und wo er erster Präsident war. 1957 riet ihre Mathematiklehrerin Juanita R. Turner ihr, Mathematik zu studieren. 1959 zog ihre Familie nach Montgomery (Alabama), wo ihr Vater von 1962 bis 1983 Administrator und dann sechster Präsident des Alabama State College (heute Alabama State University) war. Garraway setzte ihr Studium an der Northwestern University in Evanston (Illinois) fort, wo sie einen Bachelor of Science und Master of Science in Mathematik erwarb. 1967 promovierte sie bei Calvin Moore an der University of California in Berkeley mit der Dissertation: Structure of some cocycles in analysis.
Sie arbeitete als Mathematikerin bei AT & T Labs und dessen Spin-off-Unternehmen Lucent Technologies. Sie war eine der „menschlichen Computer“, deren mathematische Algorithmen und Erfindungen für Bell Laboratories und Lucent Technologies den Weg für die moderne Ära der Telekommunikation und der elektronischen Übertragung von Daten ebneten.
Sie heiratete 1965 Michael Oliver Garraway.  2004 heiratete sie den emeritierten Professor an der Ohio State University Ira W. Deep Jr.

## Philanthropie
Zu Ehren ihres 2015 verstorbenen Bruders Levi Watkins Jr. schenkte sie 2017 der Vanderbilt University 500.000 USD für einen Stiftungsfonds. Er war der erste Afroamerikaner, der 1966 an der Universität studierte und der 1970 als einziger in der medizinischen Fakultät der Universität seinen Abschluss machte.
2019 stiftete Garraway, ebenfalls in Erinnerung an ihren Bruder Levi Watkins Jr., der als erster Afroamerikaner Chef der Universität für Herzchirurgie wurde, ein Stipendium für die Johns Hopkins University. 1979 gründete er ein nationales Rekrutierungsprogramm für afroamerikanische Medizinstudenten und 1980 implantierte er an der Johns Hopkins University den ersten automatischen Herzdefibrillator.
2020 wurde Garraway von dem Film und dem Buch Hidden Figures – Unerkannte Heldinnen inspiriert, 25.000 US-Dollar für die Einrichtung eines Stiftungsfonds am LeMoyne-Owen College zu spenden. Der Fond ist nach ihrer Mathematiklehrerin Juanita R. Turner am College benannt, die ihr zu einer Karriere als Mathematikerin verholfen hat.

## Veröffentlichungen
- 1967: Structure of some cocycles in analysis. Berkeley, California, University of California.